# Йонуц Нягу
Йонуц Нягу (рум. Ionuț Neagu, нар. 29 березня 1989, Галац) — румунський футболіст, півзахисник клубу «Стяуа» та національної збірної Румунії.

## Клубна кар'єра
Народився 29 березня 1989 року в місті Галац. Вихованець футбольної школи клубу «Оцелул». Дорослу футбольну кар'єру розпочав 2008 року в основній команді того ж клубу, в якій провів п'ять сезонів, взявши участь у 110 матчах чемпіонату та виграв 2011 року чемпіонат та суперкубок Румунії. Більшість часу, проведеного у складі «Оцелула», був основним гравцем команди.
3 вересня 2013 року, в останній день трансферного вікна, перейшов в столичне «Стяуа», яке заплатило за футболіста 620 тис. євро. Проте в новій команді Йонуц виходив на поле вкрай рідко, зігравши за перший сезон лише в чотирьох матчах чемпіонату, який для бухарестського клубу став переможним. Наразі встиг відіграти за бухарестську команду 7 матчів в національному чемпіонаті.

## Виступи за збірні
Протягом 2009–2010 років залучався до складу молодіжної збірної Румунії. На молодіжному рівні зіграв у 4 офіційних матчах.
15 листопада 2011 року дебютував в офіційних матчах у складі національної збірної Румунії в товариській грі проти збірної Греції (3:1). Наразі провів у формі головної команди країни 4 матчі.

## Титули і досягнення
- Чемпіон Румунії (3):

«Оцелул»: 2010-11
«Стяуа»: 2013–14, 2014–15
- Володар Суперкубка Румунії (1):

«Оцелул»: 2011
- Володар Кубка Румунії (1):

«Стяуа»: 2014–15
- Володар Кубка румунської ліги (1):

«Стяуа»: 2014–15